# 1680
1680 (MDCLXXX) е високосна година, започваща в понеделник според григорианския календар и високосна година, започваща в четвъртък според юлианския календар. Тя е 1680-ата година от новата ера, шестстотин и осемдесетата от второто хилядолетие и първата от 1680-те.

## Събития

### Януари – март
- 24 февруари – Германското херцогство Саксония-Гота е разделено чрез договор между синовете на Ернст I († 26 март 1675 г.) на 7 други херцогства и престава да съществува. Най-големият от тях, Фридрих, получава Саксония-Гота-Алтенбург. Другите 6 са разделени по следния начин: Албрехт получава Саксония-Кобург, Бернхард – Саксония-Майнинген, Хайнрих – Саксония-Рьомхилд, Кристиан – Саксония-Айзенберг, Ернст – Саксония-Хилдбургхаузен и Йохан Ернст – Саксония-Кобург-Заалфелд.
- 30 март – Състои се пълно слънчево затъмнение. Видимо е от Централна Африка, дн. Демократична република Конго.

### Април – юни
- май – Вулканът Кракатау изригва.
- 6 май – Шведският крал Карл XI се жени за принцеса Елеонора, дъщеря на датския и норвежкия крал Фредерик III.

### Октомври – декември
- 9 октомври – Земетресение с магнитуд 9,0 по скалата на Рихтер унищожава части от града Малага и други градове в едноименната провинция в Испания.

## Родени
- Едуард Тийч, английски пират († 1718 г.)
- 23 февруари – Жан-Батист Льо Мойн дьо Биенвил, френско-канадски колонизатор и губернатор на Френска Луизиана 4 пъти в периода 1701 – 1743 г. († 1767 г.)

## Починали

### Януари – март
- 17 март – Франсоа дьо Ларошфуко, френски писател (р. 1613 г.)

### Април – юни
- 3 април – Шиваджи Бхосале, индиец, основател на Маратхската империя (р. 1630 г.)
- 19 април – Мария Хедвига фон Хесен-Дармщат, херцогиня на Саксония-Майнинген от 1671 г. до смъртта си (р. 1647 г.)
- 25 април – Луиза фон Анхалт-Десау, херцогиня на Легница, Бжег, Волов и Олава (р. 1631 г.)
- 4 юни – Август фон Саксония-Вайсенфелс, първият херцог на Саксония-Вайсенфелс (р. 1614 г.)

### Юли – септември
- 26 юли – Джон Уилмът, английски поет (р. 1647 г.)
- 22 авугст – Йохан Георг II, курфюрст на Саксония от 1656 г. до смъртта си (р. 1613 г.)
- 28 август – Карл I Лудвиг, курфюрст на Пфалц от 1659 г. до смъртта си (р. 1617 г.)
- 1 септември – Анна София фон Пфалц-Цвайбрюкен-Биркенфелд, пфалцграфиня от Пфалц-Цвайбрюкен-Биркенфелд и лутеранска княжеска абатиса на светския манастир Кведлинбург от 1645 г. до смъртта си (р. 1619 г.)
- 3 септември – Анна Елизабет фон Анхалт-Бернбург, херцогиня на Вюртемберг-Бернщат (р. 1647 г.)
- 30 септември – Йохан Грубер, австрийски мисионер, йезуит и пътешественик-изследовател (р. 1623 г.)

### Октомври – декември
- 27 ноември – Атанасий Кирхер, германски йезуитски учен и енциклопедист (р. 1602 г.)
- 28 ноември – Джовани Лоренцо Бернини, италиански скулптор и архитект (р. 1598 г.)
- 4 декември – Томас Бартолин, датски лекар и математик (р. 1616 г.)
- 20 декември – Елизабет София фон Саксония-Алтенбург, херцогиня на Саксония-Гота в периода 1640 – 1675 г. (р. 1619 г.)